# Вадуцьке графство
47°08′23″ пн. ш. 9°31′18″ сх. д. / 47.13972222° пн. ш. 9.52166667° сх. д.
Вадуцьке графство (нім. Grafschaft Vaduz) — історична область Ліхтенштейнського князівства. Було виділено в окреме графство у 1342 році зі складу Верденберзького графства. Сьогодні ця територія охоплює виборчий округ Оберланд при виборах до парламенту князівства.

## Історія
Вадуц було виділене в окреме графство у 1342 році з Верденберзького графства. У 1396 році отримало статус імперського. Після угасання роду Вадуц у 1416 році, територія графства перейшла у володіння баронів Брандис. У 1507 році графство Вадуц перейшло у володіння династії Зульц, які також отримали у власність іншу частину сучасного Ліхтенштейну — феод Шелленберг. Вони, у свою чергу, продали ці території у 1613 році графам Хоенемс.
Князь Ганс Адам Андреас  придбав володіння графство Вадуц у 1712 році. 23 жовтня 1719 року указом імператора Карла IV Шелленберзьке князівство і Вадуцьке графство були об'єднані у князівство Ліхтенштейн, першим князем якого і став Антон Флоріан фон Ліхтенштейн (нім. Anton Florian von und zu Liechtenstein).

## Правителі
| Роки правління | Ім'я              | Народився    | Помер | Родина                         |
| -------------- | ----------------- | ------------ | ----- | ------------------------------ |
| 1342-1354      | Гартман III       |              | 1354  | Верденберг-Зарганський         |
| 1354-1361      | Рудольф IV        |              | 1361  | брат                           |
| 1354-1416      | Гартман IV        |              | 1416  | Син Гартмана III, єпископ Куру |
| 1416-1456      | Вольфгарт I       |              | 1456  | володарі Брандису              |
| 1456-1477      | Вольфгарт II      |              | 1477  | син                            |
| 1456-1489      | Зигмунд I         |              | 1489  | брат                           |
| 1456-1486      | Ульрих II         |              | 1486  | брат                           |
| 1486-1504      | Людвиг II         |              | 1504  | син                            |
| 1504-1507      | Зигмунд           |              | 1507  | брат                           |
| 1507-1535      | Рудольф V         |              | 1535  | граф Зульцу                    |
| 1535-1566      | Йоганн Людвиг I   | близько 1500 | 1566  | син                            |
| 1566-1572      | Альвиг II         | 1527/30      | 1572  | син                            |
| 1572-1611      | Рудольф VII       | 1559         | 1620  | син                            |
| 1611-1614      | Йоганн            | 1590         | 1617  | син                            |
| 1614-1638      | Каспер Маркус     | 1573         | 1638  | граф Гоенемс                   |
| 1638-1646      | Якоб Ганнібал II  | 1595         | 1646  | син                            |
| 1646-1662      | Франц Віллем      | 1628         | 1662  | син                            |
| 1662-1686      | Фердинанд Карел   | 1650         | 1686  | син                            |
| 1662-1708      | Якоб Ганнібал III | 1653         | 1730  | брат                           |